# Mionectes
Mionectes é um género de aves da família Tyrannidae. O grupo inclui as aves conhecidas vulgarmente como abre-asa
Este género contém as seguintes espécies:
- Mionectes striaticollis
- Mionectes olivaceus
- Abre-asa-comum Mionectes oleagineus
- Abre-asa-da-mata, Mionectes macconnelli
- Abre-asa-de-cabeça-cinza, Mionectes rufiventris